# Orestia kraatzi
Orestia kraatzi es una especie de insecto coleóptero de la familia Chrysomelidae.
Fue descrita científicamente en 1861 por Allard.